# Edzard Schmidt-Jortzig
Pour les articles homonymes, voir Edzard.
Edzard Schmidt-Jortzig, né le 8 octobre 1941 à Berlin, est un juriste, universitaire et homme politique allemand, membre du Parti libéral-démocrate (FDP). Il est ministre fédéral de la Justice entre 1996 et 1998.

## Vie professionnelle

### Formation et début de carrière
Après avoir passé son Abitur en 1961 à Lunebourg, il entreprend des études supérieures de droit à l'université rhénane Friedrich-Wilhelm de Bonn, les poursuit à l'université de Lausanne, et les achève à l'université Christian Albrecht de Kiel, où il obtient son premier diplôme juridique d'État, en 1966. En 1962, il devient membre du Corps Hansea Bonn. En 1969, il décroche son doctorat de droit, puis son second diplôme juridique en 1970.
Il commence à travailler comme juriste municipal, puis est recruté pour un poste d'assistant de recherche à l'institut de droit international de l'université de Göttingen, où il travaille sept ans.

### Activité universitaire et judiciaire
En 1977, il passe avec succès son habilitation à diriger des recherches, et devient aussitôt professeur à l'université de Münster. Il rejoint l'université Christian Albrecht de Kiel cinq ans plus tard pour y enseigner le droit public, tout en intégrant la haute cour administrative de Lunebourg.
Il y siège jusqu'en 1989, lorsqu'il est choisi comme juge à la nouvelle haute cour administrative de Schleswig, dont il reste membre jusqu'à son élection au Tribunal constitutionnel du Land de Saxe, en 1992.

## Vie politique

### Député et ministre fédéral
Membre du Parti libéral-démocrate (FDP) depuis 1984, il est élu député fédéral du Schleswig-Holstein au Bundestag lors des élections du 16 octobre 1994. Moins d'un an et demi plus tard, le 17 janvier 1996, Edzard Schmidt-Jortzig est nommé ministre fédéral de la Justice d'Allemagne dans la coalition noire-jaune du chancelier Helmut Kohl, en remplacement de Sabine Leutheusser-Schnarrenberger, démissionnaire en raison d'un projet d'écoutes téléphoniques qu'il s'est efforcé de mener à bien.
Au cours de son mandat, il a également entrepris une grande réforme du droit pénal et fait adopter une loi fédérale annulant les erreurs judiciaires du Troisième Reich. Il est réélu au Bundestag à l'occasion des élections de 1998, mais l'arrivée au pouvoir d'une coalition de centre-gauche le contraint à quitter le gouvernement le 27 octobre. Président du groupe de travail du groupe parlementaire FDP sur l'Intérieur et la Justice tout au long de la législature, il ne sollicite pas le renouvellement de son mandat aux élections de 2002, et quitte la vie politique.

### Conseiller du gouvernement
Après avoir siégé à la commission de réforme du fédéralisme entre 2003 et 2004, il est nommé membre du conseil d'éthique allemand par Norbert Lammert, président chrétien-démocrate du Bundestag, en 2008, et en prend aussitôt la présidence pour quatre ans.

## Vie personnelle
Depuis 1968, il est marié à Marion von Arnim, avec qui il a quatre enfants.